# Aspelta circinator
Aspelta circinator är en hjuldjursart som först beskrevs av Gosse 1886.  Aspelta circinator ingår i släktet Aspelta och familjen Dicranophoridae. Arten är reproducerande i Sverige. Inga underarter finns listade i Catalogue of Life.